# Airplay (gruppo musicale)
Gli Airplay erano un gruppo musicale statunitense di genere rock fondato nel 1980 e scioltosi l'anno seguente dopo aver pubblicato un album omonimo di successo. Furono fondati da David Foster e Jay Graydon e sono rimasti celebri per la reinterpretazione di "After The Love Has Gone" degli Earth, Wind & Fire scritto da Foster e Graydon con Bill Champlin.

## Formazione
- Jay Graydon - voce, chitarra
- David Foster - tastiera
- Tommy Funderburk - voce

### Musicisti ospiti
La formazione dei Toto:
- Jeff Porcaro - batteria
- David Hungate - basso
- Steve Lukather - chitarra
- Steve Porcaro - tastiera

Altri:
- Mike Baird - batteria
- Ray Parker, Jr. - chitarra
- Pete Robinson - tastiera
- Jerry Hey - tromba
- Gary Grant - tromba
- Steve Madaio - tromba
- Bill Reichenbach - trombone
- Charlie Loper - trombone
- Lew McCreary - trombone

### Seconde voci
- Bill Champlin
- Tom Kelly
- Max Gronenthal

## Discografia
- 1980 - Airplay (RCA)

### Singoli
- Stranded (1980)
- Nothin' You Can Do About It (1980)
- Should We Carry On (1981)
- Stressed Out (Close to the Edge) (St. Elmo's Fire Soundtrack (1985))